# Schönfeld (Lübbenau/Spreewald)

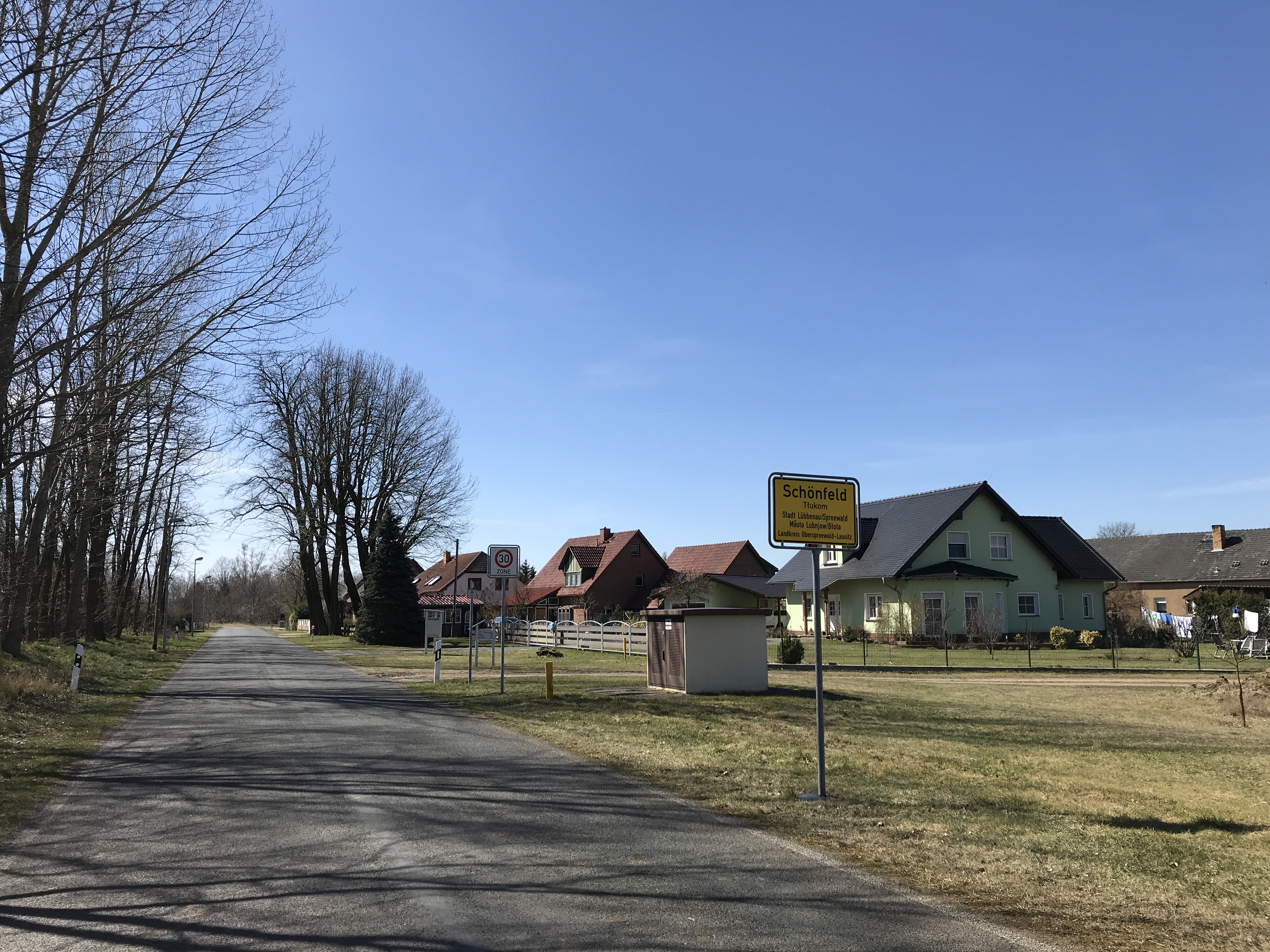
Nördlicher Ortseingang von Schönfeld

Der ursprüngliche Ort Schönfeld, niedersorbisch Tłukom, wurde 1975 zugunsten des Braunkohletagebau Seese-West devastiert und 119 Einwohner mussten umgesiedelt werden. Das heutige Schönfeld ist ein Gemeindeteil von Kittlitz, einem Ortsteil der Stadt Lübbenau/Spreewald im Landkreis Oberspreewald-Lausitz. Es hieß früher Hänchen, niedersorbisch Hagnow, wurde 1928 nach Schönfeld eingemeindet und später Schönfeld Nord genannt. Heute heißt der Ort nur noch Schönfeld.

## Lage
Schönfeld liegt in der Niederlausitz, etwa sieben Kilometer südlich von Lübbenau und neun Kilometer nordwestlich von Calau. Umliegende Ortschaften sind Groß Beuchow im Norden, Kittlitz im Nordosten, Bischdorf im Südosten, die Calauer Ortsteile Bathow im Süden und Zinnitz im Südwesten sowie Lichtenau im Nordwesten.
Schönfeld liegt inmitten des rekultivierten Tagebaugebiets. Während des Braunkohleabbaus lag das Dorf zwischen den Tagebauen Schlabendorf-Nord im Westen und Seese-West-Ost im Osten. Heute grenzt Schönfeld an den nach dem Dorf benannten Schönfelder See, der zwischen 1997 und 2008 durch die Flutung des Restlochs des Tagebaus Seese-West entstanden ist. Westlich von Schönfeld fließt die Dobra, ein Nebenarm der Spree.
Westlich verläuft die Bundesautobahn 13 an Schönfeld vorbei, die nächstgelegene Anschlussstelle Kittlitz ist zwei Kilometer entfernt. In den Ort führt die Kreisstraße 6630, diese geht am südlichen Ortsausgang in eine Gemeindestraße über.

## Geschichte

### Schönfeld
Schönfeld wurde erstmals im Jahr 1346 in den Kirchenartikeln des Bistums Meißen als „Schonfelt“ erwähnt. Der Ortsname bedeutet „Dorf an einem schönen Feld“. Das Dorf wurde aber bereits viel früher besiedelt, was Scherbenfunde aus der Jungsteinzeit beweisen. Schönfeld war als Straßenangerdorf angelegt. Auf dem Dorfanger befand sich die Dorfkirche von Schönfeld. Diese wurde im Spätmittelalter als Feldsteinbau errichtet. Beim Kirchabbruch 1975 entdeckte man unter den Kalkschichten Wandmalereien aus der Zeit um 1500. Außerdem fand man bei Grabungen Reste von Grundrissen mindestens zweier Vorgängerkirchen, die bis in die spätslawische Zeit datiert werden können.
In den Meißner Bistumsartikeln von 1346/1495 wird Schönfeld als Pfarrort des Erzpriesterstuhles Calau bezeichnet. 1460 belehnte man die Gebrüder von Köckritz mit dem Schloss Seese, dem Hof Schönfeld sowie weiteren Dörfern. 1524 verkauften die Brüder das Dorf an die Herrschaft Lübbenau, das seitdem eine Exklave bildete. Bis etwa Mitte des 19. Jahrhunderts wurde in der Nähe von Schönfeld Weinbau betrieben.
Ab spätestens 1757 war in Schönfeld eine Windmühle verzeichnet. Diese war bis nach 1941 in Betrieb. Nach der Separation im 19. Jahrhundert vergrößerten sich die Schönfelder Gutsländereien auf 365 Hektar Land, wobei nur 121 Hektar bäuerliches Eigentum darstellten. Dazu kamen 42 Hektar Pfarrland, 33 Hektar Fischteiche und 175 Hektar Forst. Nach der sowjetischen Bodenreform 1945 entstanden in Schönfeld Bauernstellen mit je 6 Hektar Land und 2 Hektar Forst. 1952 schlossen sich die ersten drei Neubauern zu einer Landwirtschaftlichen Produktionsgenossenschaft zusammen. Ab 1960 waren alle landwirtschaftlichen Betriebe in der LPG „Frohe Zukunft“ zusammengefasst. Diese schloss sich 1966 mit der Hänchener LPG „Glückauf“ zusammen.
Durch den Braunkohlebergbau in der Niederlausitz in den 1960er und 1970er Jahren wurden die benachbarten Orte Kückebusch, Seese, Tornow und Vorberg sowie auch die ursprüngliche Ortslage von Schönfeld zugunsten der Tagebaue Seese-West und Schlabendorf-Nord devastiert. Der damals zur Gemeinde Schönfeld gehörende Ortsteil Hänchen wurde daraufhin in Schönfeld Nord umbenannt.

### Hänchen/Schönfeld Nord
Hänchen wurde erstmals 1425 in den Lübbenauer Stadtrechnungen als „Hayno“ urkundlich erwähnt. Der Ortsname stammt aus dem Sorbischen und bedeutet „Ort am kleinen Hain“. Laut einer Flurkarte aus dem Jahr 1823 wurde die 298 Hektar große Gemarkung von Hänchen als Streifenflur bewirtschaftet. Nach der Separation mussten die 13 Bauern die Hälfte ihres Landes an das Rittergut abtreten. Dieses besaß damit etwa 173 Hektar Land. Nach der Bildung von Gutsbezirken wurde Hänchen dem Gutsbezirk Kittlitz zugeordnet.
Nach der Auflösung der Gutsbezirke am 30. September 1928 kamen der Norden und Osten der Gemarkung an die neu gebildete Gemeinde Kittlitz. Der südliche Teil wurde der Gemeinde Tornow zugeordnet und der Ort selbst wurde nach Schönfeld eingemeindet. 1960 schlossen sich die Bauern des Dorfes zu der Landwirtschaftlichen Produktionsgenossenschaft „Glückauf“ zusammen. Diese wurde später mit der Schönfelder LPG zusammengelegt.

### Administrative Zugehörigkeit
Nach dem Wiener Kongress kam Schönfeld zusammen mit der gesamten Niederlausitz an das Königreich Preußen. Im Jahr 1950 wurde Schönfeld zunächst dem Landkreis Lübben und zwei Jahre später dem neu gebildeten Kreis Calau angegliedert. Am 1. Mai 1974 wurde Schönfeld der Gemeinde Kittlitz angegliedert, welche wiederum am 26. Oktober 2003 zusammen mit neun weiteren bis dahin selbstständigen Gemeinden in die Stadt Lübbenau/Spreewald eingegliedert wurde.

## Bevölkerungsentwicklung

### Schönfeld
| Jahr | Einwohner | Jahr | Einwohner |
| ---- | --------- | ---- | --------- |
| 1875 | 178       | 1890 | 148       |
| 1910 | 155       | 1925 | 142       |
| 1933 | 202       | 1939 | 201       |
| 1946 | 287       | 1950 | 273       |
| 1964 | 201       | 1971 | 181       |

### Hänchen
| Jahr | Einwohner | Jahr | Einwohner |
| ---- | --------- | ---- | --------- |
| 1875 | 79        | 1910 | 81        |
| 1890 | 101       | 1925 | 68        |

## Nachweise
1. ↑  Arnošt Muka: Serbski zemjepisny słowničk. Budyšin [Bautzen] 1927, S. 70 (slub-dresden.de).
2. ↑  Amtsplan Lübbenau. Euroverlag, Chemnitz / Cottbus 1998.
3. ↑  Reinhard E. Fischer: Die Ortsnamen der Länder Brandenburg und Berlin: Alter – Herkunft – Bedeutung. be.bra Wissenschaft, 2005, S. 154.
4. 1 2  Heinz-Dieter Krausch: Burger und Lübbenauer Spreewald: Ergebnisse der heimatkundlichen Bestandsaufnahme in den Gebieten von Burg und Lübbenau. Akademie-Verlag, 1981, S. 113–115.
5. ↑  Reinhard E. Fischer: Die Ortsnamen der Länder Brandenburg und Berlin: Alter – Herkunft – Bedeutung. be.bra Wissenschaft, 2005, S. 73.
6. ↑  Heinz-Dieter Krausch: Burger und Lübbenauer Spreewald: Ergebnisse der heimatkundlichen Bestandsaufnahme in den Gebieten von Burg und Lübbenau. Akademie-Verlag, 1981, S. 113.
7. ↑  Änderungen bei den Gemeinden Deutschlands. StBA, siehe Link 2003.
8. 1 2  Landkreis Oberspreewald-Lausitz. (PDF; 331 kB) In: Historisches Gemeindeverzeichnis des Landes Brandenburg 1875 bis 2005. Landesbetrieb für Datenverarbeitung und Statistik Land Brandenburg, Dezember 2006, abgerufen am 5. März 2017.